# Сартлан
Сартла́н — безстічне озеро в Росії, розташоване на Барабинській низовині на території Новосибірської області (Барабинський і Здвинський райони). Сартлан має площу 238 км² і є третім за розміром озером Новосибірської області (після озер Чани та Убінського). 

## Назва
Згідно з одною з версій назва Сартлан походить від башкирського слова суртан — щука.

## Фізіографія
Озеро має 25,5 км завдовжки і 16 завширшки і загальну площу 238 км² , його поверхня лежить на висоті 110 м над рівнем моря. Середня глибина 3 м, максимальна — 6 м. Озеро має майже правильну круглу форму, дещо витягнуту в широтному напрямку; берегова лінія дуже рівна, лише на південному заході існує глибоко врізана затока, відокремлена від решти озера довгим вузьким островом.
В озеро вливаються кілька невеликих річок, з яких найбільша — Карапуз; при високому рівні води (як правило, навесні) витікає річка Сарайка, по якій відбувається стік до озера Чани; решту часу озеро безстічне. Розмах коливань рівня озера протягом року становить 1,7 м. Вода в озері солонувата, живлення переважно снігове. Дно мулисте, береги низькі, порослі очеретом. Озеро замерзає наприкінці жовтня — початку листопада, скресає наприкінці квітня — у травні. Максимальна товщина криги у березні 1,2 м. Заморів риби на Сартлані не трапляється.
Максимальна зареєстрована температура води влітку — 28,7 °C.

## Флора і фауна
Сартлан багатий рибою і вважається високопродуктивною водоймою. В озері водиться карась, окунь, короп, пелядь, плотва, в’язь, щука, ялець, лин та інші види риб. Озеро регулярно зарибнюється; проводиться товарне зрощування коропа та пеляді. Короп звичайний — інтродукований вид в озері; він добре акліматизувався, але природний нерест малоефективний, і популяція підтримується в основному за рахунок молоді, яку розводять в риборозплідниках. Останнім часом промислові види риб в озері витісняються малоцінними (карась, окунь, плотва).
Кількість водоростей в 1989 році становила 50,2 млн кл./л.
Озеро відрізняється пишністю і різноманітністю берегової навколоводної рослинності. 

## Інфраструктура
По берегам озера існує кілька сільських поселень. Найбільше з них — село Кармакла (близько 600 осіб), інші — Новогребенщиково, Петропавловский, Малишево, біля впадіння річки Карапуз — Красний Яр. У Красному Ярі працюють риборозплідники, розташовані удовж Карапуза на його правому березі.

## Інше
Озеро Сартлан дало назву малодослідженій сартланській хворобі (аліментарно-токсична пароксизмальна міоглобінурія). Спалахи цього захворювання на берегах озера були зареєстровані у 1947–1948 і в 1984 роках. Було встановлено, що загиблі люди та тварини їли рибу (в тому числі піддану термічній обробці) з озера Сартлан. Протягом трьох діб у хворих спостерігались типові ознаки харчового отруєння, після чого починались судоми, а потім припинялося функціонування нирок та печінки. Захворювання закінчувалося смертю в 1–2 % випадків. 
Хворобу розглядають як токсикоз аліментарної природи, тобто викликаний споживанням риби, яка тимчасово набула токсичних властивостей. Гіпотези про інфекційно-бактеріальну, вірусну або паразитарну етіологію захворювання не підтвердились. Припускають, що риба могла стати токсичною, споживаючи планктон, заражений отруйними речовинами, вимитими з ґрунту. Не виключена можливість заковтування рибою декотрих видів ріжок (Claviceps spp.), що потрапляє у воду з прибережних очеретів при підвищенні рівня води в озері, а також синьо-зелених водоростей, які набули токсичних властивостей. Окрім Новосибірської області спалахи хвороби реєструвалися у Ленінградській, Курганській, Тюменській і Харківській областях, а також у Швеції.